# Banjō Ginga
Banjō Ginga (銀河 万丈, Ginga Banjō, nascido em 12 de novembro de 1948), às vezes creditado com seu nome verdadeiro Takashi Tanaka (田中 崇, Tanaka Takashi), é um seiyuu japonês que nasceu em Kofu. Ginga é atualmente afiliado com a Aoni Production. Ele é casado com a seiyū Gara Takashima.
Seus papéis mais conhecidos incluem Gihren Zabi (Mobile Suit Gundam), Crocodine (Dragon Quest: Dai no Daibouken), Jean Paul Rocchina (Armored Trooper Votoms), Shōhei Harada (Touch), Souther (Fist of the North Star, série original dos anos 80), e Babbo (MÄR), Daniel J. D'Arby(JoJo no Kimyo na Boken Stardust Crusaders).